# 厝县
厝县，中国古县名。
秦置，治所在今山东省临清市东北。属钜鹿郡。西汉属清河郡。东汉安帝以其父清河王刘庆厝于县之广丘，故改县名为甘陵县。